# Vojarna
Vojarna je vojni ili policijski sustav zgrada ili pojedinačna zgrada, u kojem su smješteni vojnici ili vojni policajci.
Unutar vojarne se nalaze prostorije za spavanje, prostorije za nastavu, sanitarni čvor, kuhinja, vojna blagavaonica, kantina, prostorije za časnike, skladišta oružja, oružne opreme, hrane i ostalog logističkog materijala, vozni park automobila i borbenih vozila, prostor za smještaj pasa, ambulanta, pritvor, ložionica odnosno kotlovnica, gospodarske objekte, pista za postrojavanje i poligon za vježbanje. U prošlosti su vojarne imale i štale.
Prve vojarne postoje još iz doba Rimskoga Carstva.